# Čirůvkovité
Čeleď čirůvkovité (Tricholomataceae) tvoří velkou skupinu lupenatých hub. Lupeny jsou přirostlé až sbíhavé, výtrusný prach je bílý. Jsou to saprofytické houby, rozkládají odumřelé dřevo nebo listy, čirůvky a lakovky žijí v symbióze s listnatými stromy.
Mezi čirůvkovité patří čirůvky, lakovky, strmělky, špičky nebo václavky, celkem 98 rodů hub.

## Rody
Seznam rodů hub čirůvkovitých:
- Aeruginospora Höhn.
- Amparoina Singer
- Arrhenia Fr. – mecháček
- Arthromyces T.J. Baroni & Lodge
- Arthrosporella Singer
- Asproinocybe R. Heim
- Austroclitocybe Raithelh.
- Austroomphaliaster Garrido
- Callistodermatium Singer
- Callistosporium Singer – penízovka
- Cantharellopsis Kuyper – strmělka
- Cantharellula Singer – strmělka
- Catathelasma Lovejoy – náramkovitka
- Caulorhiza Lennox
- Cellypha Donk – číšovec
- Clavomphalia E. Horak
- Clitocybe (Fr.) Staude – strmělka
- Collybia (Fr.) Staude – penízovka
- Conchomyces Overeem
- Cynema Maas Geest. & E. Horak
- Cyphellocalathus Agerer
- Delicatula Fayod – žebernatka
- Dendrocollybia R.H. Petersen & Redhead
- Dennisiomyces Singer
- Dermoloma J.E. Lange ex Herink – čirůvečka
- Fayodia Kühner – fajodka
- Gamundia Raithelh. – fajodka
- Haasiella Kotl. & Pouzar – kalichovka
- Hygroaster Singer – kalichovka
- Infundibulicybe Harmaja – strmělka
- Kinia Consiglio, Contu, Setti & Vizzini
- Lepista (Fr.) W.G. Sm. – čirůvka
- Lepistella T.J. Baroni & Ovrebo
- Leptoglossum P. Karst. – mecháček
- Leucocortinarius (J.E. Lange) Singer – bělopavučinec
- Leucoinocybe Singer
- Leucopaxillus Boursier – běločechratka
- Leucopholiota (Romagn.) O.K. Mill., T.J. Volk & Bessette
- Lulesia Singer
- Macrocybe Pegler & Lodge
- Melanoleuca Pat. – tmavobělka
- Melanomphalia M.P. Christ.
- Mniopetalum Donk & Singer
- Mycenella (J.E. Lange) Singer – helmovka
- Mycoalvimia Singer
- Myxomphalia Hora – kalichovka
- Neoclitocybe Singer
- Nothoclavulina Singer
- Omphalia (Fr.) Staude
- Omphaliaster Lamoure – kalichovka
- Omphalina Quél. – kalichovka
- Palaeocephala Singer
- Peglerochaete Sarwal & Locq.
- Pegleromyces Singer
- Phaeomycena R. Heim ex Singer & Digilio
- Phyllotopsis E.-J. Gilbert & Donk ex Singer – hlíva
- Phyllotus P. Karst.
- Physocystidium Singer
- Pleurella E. Horak
- Pleurocollybia Singer
- Pleurotopsis (Henn.) Earle
- Porpoloma Singer – čirůvka
- Pseudoarmillariella (Singer) Singer
- Pseudobaeospora Singer – penízovka
- Pseudoclitocybe (Singer) Singer – strmělka
- Pseudohiatula (Singer) Singer
- Pseudohygrophorus Velen.
- Pseudolasiobolus Agerer
- Pseudoomphalina (Singer) Singer – kalichovka
- Resupinatus Nees ex Gray – hlívečník
- Rimbachia Pat. – mecháček
- Ripartites P. Karst. – čechratička
- Squamanita Imbach – příživnice
- Stanglomyces Raithelh.
- Stigmatolemma Kalchbr. – džbánovka
- Tilachlidiopsis Keissl.
- Tricholoma (Fr.) Staude – čirůvka
- Tricholomopsis Singer – šafránka
- Tricholosporum Guzmán
- Ugola Adans.